# Телесницкий, Алексей Владимирович
Алексей Владимирович Телесницкий (1825—1905) — помощник управляющего Департаментом уделов, тайный советник.
Родился в 1825 году. После Александринского сиротского института учился на физико-математическом факультете Московского университета.
В 1849 году вступил в службу; в 1865 году был произведён в действительные статские советники, в 1871 году — в тайные советники. В 1887 году вышел в отставку.
Участвовал в составлении Положения об удельных крестьянах. Был награждён орденами Св. Александра Невского (1883), Св. Владимира 2-й ст. (1876), Св. Анны 1-й ст. (1875), Св. Станислава 1-й ст. (1869), Св. Владимира 3-й ст. (1867).
Умер 13 (26) октября 1905 года. Похоронен на Никольском кладбище Александро-Невской лавры.